# Mike Person
Michael Sean „Mike“ Person (* 17. Mai 1988 in Glendive, Montana) ist ein ehemaliger US-amerikanischer American-Football-Spieler auf der Position des Guards. Er spielte in der National Football League (NFL) für die Seattle Seahawks, die St. Louis Rams, die Atlanta Falcons, die Kansas City Chiefs, die Indianapolis Colts und die San Francisco 49ers.

## Frühe Jahre
Person ging auf die Highschool in seiner Geburtsstadt Glendive in Montana. Später ging er auf die Montana State University.

## NFL

### San Francisco 49ers
Der gelernte Offensive Tackle Person wurde im NFL-Draft 2011 in der siebten Runde an 239. Stelle von den San Francisco 49ers ausgewählt. Am 31. August 2012 wurde er von den 49ers entlassen, ohne dass er ein Spiel für diese bestritt.

### Indianapolis Colts
Am 1. September 2012 unterschrieb er einen Vertrag bei den Indianapolis Colts, hier wurde er jedoch am 10. September 2012 schon wieder entlassen.

### Seattle Seahawks
Am 13. September 2012 fügten die Seattle Seahawks Person zum Practice Squad hinzu, am 30. Oktober 2012 wurde er zum 63-Mann-Kader hinzugefügt. Am 8. September 2013 bestritt er sein erstes Spiel in der NFL gegen die Carolina Panthers. Dies war auch gleichzeitig sein einziges, welches er für die Seahawks bestritt.

### St. Louis Rams
Am 17. September 2013 unterschrieb Person einen Vertrag bei den St. Louis Rams. In seiner ersten Saison bei den Rams kam er nicht zum Einsatz. In der Saison 2014 bestritt er alle 16 Spiele für die Rams, jedoch keines als Starter.

### Atlanta Falcons
Am 10. März 2015 unterschrieb Person einen Vertrag bei den Atlanta Falcons. In seiner ersten Saison für die Falcons bestritt er 14 Spiele (alle als Starter) auf der Position des Centers. Zur Saison 2016 verpflichteten die Falcons Alex Mack für die Position des Centers, weswegen Person nun die Position des Guards ausüben soll. Er wurde am 25. Oktober 2016 entlassen.

### Kansas City Chiefs
Am 2. November 2016 nahmen ihn die Kansas City Chiefs in ihren Kader auf. Am 2. September 2017, noch vor der NFL-Saison, wurde er entlassen.

### Indianapolis Colts
Am 3. Oktober 2017 unterschrieb Person einen Vertrag bei den Indianapolis Colts.

### San Francisco 49ers
Die Rückkehr zu den San Francisco 49ers besiegelte Person mit der Unterzeichnung eines Einjahresvertrags am 9. Mai 2018, Als rechter Guard startete er alle 16 Spiele für die 49ers in der Saison 2018. Am 4. März 2019 verlängerten die 49ers seinen Vertrag um drei Jahre. In der Saison 2019 zog er mit den 49ers in den Super Bowl LIV ein, welcher jedoch mit 31:20 gegen die Kansas City Chiefs verloren.
Nachdem die 49ers ihn im April entlassen hatten, gab Person am 28. Juni 2020 sein Karriereende bekannt.